# Triaxialkabel
Triaxialkabel, oftast benämnd "triax", är en elektrisk kabel med liknande uppbyggnad som koaxialkabeln, med tillägget av ett extra isoleringslager och en ytterligare ledare. Detta medför större bandbredd och lägre interferens än koaxialkabeln, men till en mycket högre kostnad.
Triaxialkabelns främsta användningsområde är inom TV- och videobranschen och då som bärare av anslutningen mellan kamera och CCU. Kameran kan genom triaxen överföra både ljud och bild och därtill styra kamerans bländare, gain, samt exempelvis återsända utgående bild (program/PGM), intercom, tally och kraftförsörjning. Detta gör att endast en kabel, triaxen, är nödvändig för all kommunikation till och från kameran. Triaxkabeln ersätts numera allt oftare av mer behändig fiberoptisk kabel.